# Deutsche Gesellschaft für Ordenskunde
Die Deutsche Gesellschaft für Ordenskunde e. V. (DGO) ist ein eingetragener Verein, der 1974 in München gegründet wurde. Er betreibt die Förderung der Forschung auf dem Gebiet der zu den historischen Hilfswissenschaften zählenden Phaleristik. Der Verein hat 995 Mitglieder (Stand 2022), darunter Wissenschaftler, Forscher und Sammler aus Deutschland sowie interessierte Mitglieder aus dem Ausland, da die Vereinszeitschrift Orden und Ehrenzeichen unter Experten und Sammlern international bekannt ist.

## Geschichte
Im Jahre 1974 wurde der „Bund Deutscher Ordensammler“ (BDOS) gegründet. Dies war die Folge einer Initiative zur Verwissenschaftlichung und Verankerung der Phaleristik an bundesdeutschen Hochschulen. Sie ging von Sammlern, wissenschaftlich Interessierten und Wissenschaftlern aus. Im Jahre 2000 wurde der Verein in „BDOS – Deutsche Gesellschaft für Ordenskunde“ und 2010 in „Deutsche Gesellschaft für Ordenskunde“ (DGO) umbenannt. Regelmäßig werden Bundestreffen und Symposien veranstaltet. Der ehemalige Präsident der Deutschen Gesellschaft für Ordenskunde, Rainer Keilbach, betonte in einem Interview mit dem Reutlinger General-Anzeiger 2005, dass der Verein sich im Dienst der Forschung sehe und keine politischen Ambitionen verfolge. Wenn man ein Ehrenzeichen geerbt habe oder sehe, dann könne man wissen wollen, aus welcher Zeit es stammt und wem es für welche Verdienste einst verliehen wurde. Das Forschen nach den jeweiligen Umständen der Verleihung sei der eigentliche Reiz dieser Leidenschaft.
Präsident des Vereins ist seit dem Jahre 2021 Daniel Krause.

## Tätigkeiten
Der Verein leistet eine international beachtete Grundlagenarbeit zur Ordenskunde. Die Forschungsarbeit wird regelmäßig dokumentiert und auf Fachtagungen vorgestellt. Der Verein informiert zudem bei Fragen von Sammlern und Forschern, betreibt Fälschungsaufklärung und pflegt weltweite Kontakte.
Alle Mitglieder werden durch die zweimonatlich erscheinende Vereinszeitschrift über Sammelgebiete und ordenskundliche Themen informiert. Es finden zudem regelmäßig Symposien statt. Diese werden meist von Fachausstellungen und Sammlerbörsen begleitet. Als Ausrichtungsort dieser Treffen hat sich seit mehreren Jahren Altenburg etabliert.

### Wissenschaftlicher Beirat
Der Beirat setzt sich zum Ziel, die phaleristische Forschung ideell zu fördern und wissenschaftlich zu begleiten sowie als Wissenschaftsbereich auch unter den Mitgliedern anderer phaleristischer Vereine und Gesellschaften, Vertretern verwandter Wissenschaftszweige, an Universitäten und in anderen öffentlichen Bereichen publik zu machen. Der Beirat berät das DGO-Präsidium in Fragen der wissenschaftlichen Ordenskunde. Praktische Aufgaben sind vor allem die Förderung von phaleristischen Grundlagenpublikationen und die Organisation und/oder Förderung der Phaleristik-Symposien.
Der Wissenschaftliche Beirat wurde auf dem 4. Gunzenhäuser Phaleristik-Symposium im April 1999 nach etwa einjähriger Vorbereitungsarbeit gegründet. Initiatoren und Gründungsmitglieder waren unter anderem Willi Waldvogel (Leipheim, der ehemalige Präsident der DGO) und Werner Bergmann (Kirchenlamitz, Erster Vizepräsident, zuständig für die wissenschaftliche Arbeit in der DGO). Die Gründung des Beirates war angeraten, als in den 1990er Jahren unter führenden Phaleristikern eine Diskussion um phaleristische Grundfragen geführt wurde, darunter über die enge oder weite Fassung des Begriffs „Phaleristik/Ordenskunde“, über terminologische Probleme und über Defizite in der Phaleristik.
Die DGO unterhält eine von 2003 bis 2020 von der Universitätsbibliothek Bayreuth verwaltete, inzwischen im Bayerischen Armeemuseum Ingolstadt angesiedelte Vereinsbibliothek.
Vorsitzender des Wissenschaftlichen Beirats ist seit Mai 2013 Lars Adler, weitere Mitglieder sind unter anderem Eckart Henning, Jörg Nimmergut und Frank Wernitz. Beratend steht Michael Autengruber dem Beirat zur Seite.

### Korrespondierende Mitglieder
Zu den korrespondierenden Mitgliedern des Vereins zählen im Inland unter anderem folgende Institutionen:
Deutsches Historisches Museum in Berlin, Haus der Geschichte in Bonn und Leipzig, Münzkabinett der Staatlichen Museen zu Berlin, Haus der Brandenburgisch-Preußischen Geschichte in Potsdam, LWL-Preußenmuseum Minden, Militärhistorisches Museum der Bundeswehr in Dresden, Münzkabinett der Staatlichen Kunstsammlungen Dresden, Münzkabinett des Landesmuseums Württemberg in Stuttgart, Württembergische Landesbibliothek, Deutsches Ordensmuseum Neuffen, Wehrgeschichtliches Museum Rastatt, Bayerisches Armeemuseum, Kunstsammlungen der Veste Coburg, Schloss- und Spielkartenmuseum in Altenburg sowie die Ordensreferate der Staatskanzleien in Nordrhein-Westfalen und Mecklenburg-Vorpommern.
Im Ausland gibt es zudem folgende korrespondierende Mitglieder: Militärhistorisches Museum Budapest, Westböhmisches Museum in Pilsen, Institut für Numismatik und Geldgeschichte der Historisch-Kulturwissenschaftlichen Fakultät der Universität Wien, Österreichische Gesellschaft für Ordenskunde, Dänische Gesellschaft für Ordensgeschichte (Ordenshistorisk Selskab) und das Museum der Ehrenlegion in Paris.

### Arbeit und Ergebnisse
Vor der Gründung des wissenschaftlichen Beirats gab es Defizite in der theoretischen Arbeit zur Phaleristik. Es fehlte eine zeitgemäße Definition des Begriffs „Phaleristik“. Weder in allgemeinen Nachschlagewerken noch in den Schriften zu den historischen Hilfswissenschaften kam der Begriff vor, so dass er in der Öffentlichkeit wie in der Geschichtswissenschaft kaum Verwendung fand. Es gab kaum direkte Verbindungen zu Gremien, die andere historische Hilfswissenschaften repräsentierten, etwa zur Numismatik, Heraldik oder Genealogie. Publikationen zur Phaleristik in Büchern wie in Zeitschriftenartikeln besaßen oft ein geringes wissenschaftliches Niveau und es fehlten grundlegende Werke, was die Orientierung im Fachgebiet erschwerte und sie für Außenstehende und Neulinge nahezu unmöglich machte.
Diese Defizite konnten inzwischen teilweise ausgeräumt werden. So wurde eine allgemein anerkannte Definition der historischen Hilfswissenschaft „Phaleristik“ erarbeitet und in zahlreichen Büchern und Artikeln zur Ordenskunde verwendet. Der Begriff Phaleristik wurde zudem in Publikationen des Brockhaus-Verlages aufgenommen. Auf die Initiative von Mitgliedern dieses Vereins floss das Thema Ordenskunde auch in die Neubearbeitung des sieben Bände umfassenden Lexikons der Kunst (1987–1994), herausgegeben von Harald Olbrich, ein. Die Beziehungen zwischen der DGO und einigen Universitäten wurden verbessert wie auch diejenigen zum Herold, dem Verein für Heraldik, Genealogie und verwandte Wissenschaften, sowie zu Schwestergesellschaften im Ausland.
Von Beginn an waren der wissenschaftliche Beirat und seine Mitglieder Förderer und Mitgestalter der Phaleristik-Symposien, die von 1997 bis 2005 in der mittelfränkischen Stadt Gunzenhausen jeweils im Frühjahr veranstaltet wurden, danach das 11. Symposium 2006 in Sigmaringen, das 13. Symposium 2008 an der Universität Bayreuth und – zusammen mit Mitgliedern der Österreichischen Gesellschaft für Ordenskunde – das 12. Symposium in Passau (2007) und das 14. Symposium in Bregenz (2009). Zwischen 2000 und 2005 war der Beirat Ausrichter und Gestalter der Symposien. Das 15. Symposium fand 2011 im Altenburger Schloss statt. Im dortigen Spielkartenmuseum präsentierte der Verein auch eine Sonderausstellung über Orden und Ehrenzeichen. Seither finden die Symposien regelmäßig in Altenburg statt. Viele Ordenskundler fanden hier eine Plattform zur Vorstellung ihrer Arbeitsergebnisse. Von April bis Oktober 2021 wurde im Festsaal des Schlosses in Altenburg eine Sonderausstellung über den Herzoglich Sachsen-Ernestinischen Hausorden unter dem Titel „Treu und Beständig“ veranstaltet. Kooperationspartner der Ausstellung war wieder die Deutsche Gesellschaft für Ordenskunde, die damit auch das Symposium 2021 ihrer Gesellschaft verband.

### Expertisen
Die Phaleristik als historische Hilfswissenschaft dient auch der Datierung von Personen auf historischen Fotos oder Gemälden, dessen Entstehungsdatum nicht überliefert wurde, sofern darauf Orden zu erkennen sind. Experte in solchen Fragen war beispielsweise der verstorbene Kommunalpolitiker, Lehrer und Ordenssammler Reinhard Banse (1948–2022), der 2016 mit dem Bundesverdienstkreuz am Bande ausgezeichnet wurde.

## Publikationen

### Vereinsmagazin
Mitglieder erhalten seit 1999 jährlich sechs Ausgaben des jeweils 60 Seiten umfassenden Vereinsmagazins Orden und Ehrenzeichen. Das Magazin für Freunde der Phaleristik.

### Schriftenreihe
- Henning Volle: Stiftungen und Erneuerungen von deutschen Orden und Ehrenzeichen im Ersten Weltkrieg (Schriftenreihe der Deutschen Gesellschaft für Ordenskunde), Phaleristischer Verlag Michael Autengruber, Konstanz 2014. ISBN 978-3-937064-24-6.
- Uwe Bretzendorfer: Ehrenzeichen für Rettung von Menschenleben. Eine Auswahl aus deutschen Staaten (Schriftenreihe der Deutschen Gesellschaft für Ordenskunde), Steinach-Verlag, Reutlingen 2016. ISBN 978-3-929652-10-9.
- Olaf Wittenberg: Für Rettung aus Lebensgefahr. Anerkennungen für Rettungstaten in Deutschland, Begleitheft zur gemeinsamen Ausstellung des Schloss- und Kulturbetriebs Residenzschloss Altenburg und der Deutschen Gesellschaft für Ordenskunde im Residenzschloss Altenburg von Mai bis Oktober 2017, Rotenburg 2017.
- Klaus Feder: Johanniter in Deutschland. Die Balley Brandenburg des Ritterlichen Ordens St. Johannis vom Spital zu Jerusalem: Geschichte, Insignien, Uniformen und Auszeichnungen – Die Leistungen des Ordens in der freiwilligen Krankenpflege in den Kriegen von 1864 bis 1870. ISBN 978-3-937064-26-0.

## Veröffentlichungen
- Lars Adler: Onlinezugriff auf „Digitale Verleihungslisten“. Ein Fachprojekt des Wissenschaftlichen Beirates der DGO. In: OuE-Magazin – DGO – Deutsche Gesellschaft für Ordenskunde e. V. 15. Jg., Nr. 86 (August 2013), S. 234–235.
- Lars Adler: Die digitale Bibliographie des OuE-Magazins (1999–2015). Aufsätze und Rezensionen aus 100 Heften und elf Jahrbüchern als Download. In: OuE-Magazin – DGO – Deutsche Gesellschaft für Ordenskunde e. V. 18. Jg., Nr. 101 (Februar 2016), S. 51.